# Triarchy of the Lost Lovers
Triarchy of the Lost Lovers – trzeci album studyjny greckiego zespołu Rotting Christ wydany w roku 1996.

## Lista utworów
Opracowano na podstawie materiału źródłowego.
| Nr | Tytuł utworu                    | Długość |
| -- | ------------------------------- | ------- |
| 1. | „King of a Stellar War”         | 6:18    |
| 2. | „A Dynasty from the Ice”        | 4:29    |
| 3. | „Archon”                        | 4:09    |
| 4. | „Snowing Still”                 | 5:44    |
| 5. | „Shadows Follow”                | 4:37    |
| 6. | „One with the Forest”           | 4:35    |
| 7. | „Diastric Alchemy”              | 4:56    |
| 8. | „The Opposite Bank”             | 5:56    |
| 9. | „The First Field of the Battle” | 5:37    |
|    |                                 | 46:21   |